# Kris- och katastrofberedskap i Sverige
Kris- och katastrofberedskap i Sverige är ett begrepp som betecknar den beredskap som Sverige har för att hantera olika typer av krister och katastrofer. Katastrofberedskapen ingår tillsammans med det civila försvaret i Sveriges civila beredskap.

## Efter tsunamin 2004
Katastrofkommissionen, som tillsattes efter tsunamikatastrofen 2004, redovisade i sin rapport Sverige och tsunamin – granskning och förslag (SOU 2005:104) i december 2005 följande huvudkategorier av kriser som statsmakterna kan ställas inför:
- kriser orsakade av större utbrott av smittsamma sjukdomar eller stora kärnkrafts- eller industriolyckor
- kriser efter naturkatastrofer, till exempel extrema väderförhållanden, översvämningar eller jordskalv
- försörjningskriser beträffande grundläggande nyttigheter som livsmedel och dricksvatten, epizootier eller stora förgiftningsolyckor.
- infrastrukturkriser såsom dammbrott, stora transportolyckor, partiella sammanbrott i elförsörjning eller telekommunikationssystemen
- kriser efter attentat på vitala försörjningssystem, genom spridning av radioaktivt, kemiskt eller biologiskt material, eller på centrala samhällsorgan

## Ansvar för kris- och katastrofberedskap

### Regeringsnivå
Inom regeringskansliet finns Gruppen för strategisk samordning, som är en grupp av statssekreterare under ordförandeskap av inrikesministerns statssekreterare. Kansliet för krishantering inom justitiedepartementet betjänar statssekreterargruppen och är också sekretariat till det i december 2008 inrättade krishanteringsrådet, vilket leds av inrikesministerns statssekreterare och i vilket ingår bland andra Polismyndighetens chef, Överbefälhavaren, en landshövding och representanter för Myndigheten för samhällsskydd och beredskap, Svenska kraftnät, Strålsäkerhetsmyndigheten och Socialstyrelsen. Rådet möts normalt två gånger årligen.
Då det rödgröna blocket (socialdemokraterna–vänsterpartiet–miljöpartiet) vann riksdagsvalet i Sverige 2014 flyttades krishanteringsrådet till justitiedepartementet och underställdes inrikesministern som då blev ansvarig för krisberedskapsfrågor.

### Kommuner och landsting
Lagen om kommuners och landstings åtgärder inför och vid extraordinära händelser i fredstid och höjd beredskap (2006:544 ) reglerar kommuner och landstings ansvar. Portalparagrafen lyder "1 § Bestämmelserna i denna lag syftar till att kommuner och landsting skall minska sårbarheten i sin verksamhet och ha en god förmåga att hantera krissituationer i fred. Kommuner och landsting skall därigenom också uppnå en grundläggande förmåga till civilt försvar."

### Lagstiftning
Regeringsformen saknar särskilda regler för regeringens befogenheter vid fredstida svåra påfrestningar på samhället. Regeringsformen ger visst utrymme för åtgärder av regeringen, vilka skulle innebära att konstitutionella befogenheter skulle överlåtas från riksdagen till regeringen. Regeringen kan i en extrem situation handla utan uttryckligt grundlagsstöd med tillämpning av konstitutionell nödrätt, och inom denna överta delar av riksdagens kompetens. I Sverige har riksdagen visat en negativ inställning till i konstitutionell nödrätten, men det kan anses finnas visst sedvanerättsgrundat utrymme vid sidan av författningen, även om det är oklart hur långt denna möjlighet sträcker sig. 
En lag som berör krishantering är lagen om skydd mot olyckor, tillsammans med förordningen om skydd mot olyckor. Däri definieras de räddningsinsatser Sjöfartsverket, Polismyndigheten, Kustbevakningen och länsstyrelserna svarar för: respektive sjö- och flygräddning, fjällräddning, miljöräddning till sjöss och radioaktiva utsläpp. Övrig räddningstjänst är ett kommunalt ansvar, även om staten genom länsstyrelserna har rätt att överta omfattande räddningsinsatser från berörd(a) kommun(er).

### Myndighetsnivå
Myndigheternas uppgifter kan regleras i lagar som polislagen eller lagen om skydd vid olyckor, men regleringen sker normalt genom regeringens myndighetsinstruktion och regeringsbeslut (regleringsbrev och särskilda regeringsbeslut). 
I den mån en uppgift faller utanför myndighetens kompetens eller ansvarsområde har den ingen befogenhet, rätt eller skyldighet att agera. Myndigheterna har således inte heller rätt att agera utanför sitt mandat i ett akut krisläge. I situationer då det är fråga om nöd eller nödvärn kan dock ansvarsfrihet ges enligt 24 kapitlet brottsbalkens 24:e kapitel, men en sådan efterhandsbedömning är då något som inte kan ligga till grund för myndigheterna arbetsplanering.
Myndigheten för samhällsskydd och beredskap är den statliga myndighet som ett generellt ansvar beträffande krishantering. Den har ansvar för såväl åtgärder i förväg som åtgärder under en kris, men har främst stödjande och rådgivande arbetsuppgifter.